# 百果园站
百果园站是徐州地铁2号线的地铁站，位于中华人民共和国江苏省徐州市泉山区御景路与三环南路交叉口东侧，于2020年11月28日开通。

## 车站结构
百果园站沿御景路东西设置，为地下二层岛式站台车站，车站长238.8米，宽19.7至24.1米，车站地下一层为站厅层，地下二层为站台层，站台设置全高站台门。
| 地面              | 出入口 | 1、2、4出入口                                                                                                 |
| 地下一层          | 站厅   | 客服中心、自动售票机、验票机                                                                                  |
| 地下二层          | 站台   | \| \| \| █ 2号线往客运北站（七里沟） \| \| 島式 · 開左邊车门 \| \| \| \| \| \| █ 2号线往新城区东（拖龙山） \| |
|                   |        | █ 2号线往客运北站（七里沟）                                                                                   |
| 島式 · 開左邊车门 |        | |
|                   |        | █ 2号线往新城区东（拖龙山）                                                                                   |

## 车站出口
百果园站目前开放3个出入口，各出口及周围设施如下所示：
| 出口编号            | 照片 | 出口指示       | 建议前往的目的地           |
| ------------------- | ---- | -------------- | -------------------------- |
| 1 · 出口            |      | 御景路（南侧） | 荣盛花语城                 |
| 2 · 出口 · （设有） |      | 御景路（南侧） | 苏商御景湾                 |
| 4 · 出口            |      | 御景路（北侧） | 淮海文博园、百果园景观绿地 |
| 图例： 设有         |      |                |                            |

## 接驳交通

### 公交车
- 百果园地铁站：20路，64路，72路，95路，H309路，快线K1路

## 车站历史
本站工程名为姚庄站，正式站名为百果园站，以车站临近的百果园景观绿地命名。
- 2017年12月31日，车站主体结构封顶[2]。
- 2020年11月28日，车站随2号线一期通车开通[1]。